# Sacred Heart (Shakespears Sister)
Sacred Heart è il primo album in studio del gruppo musicale britannico Shakespear's Sister, pubblicato nel 1989.

## Tracce
1. Heroine – 3:46
2. Run Silent – 3:41
3. Dirty Mind – 4:04
4. Sacred Heart – 4:11
5. Heaven is in Your Arms – 4:43
6. Twist the Knife – 3:46
7. You're History – 4:28
8. Break My Heart (You Really) – 3:28
9. Red Rocket – 4:29
10. Electric Moon – 3:29
11. Primitive Love – 3:47
12. Could You Be Loved – 4:13
13. You Made Me Come to This – 3:09